# Skierbieszów (gmina)

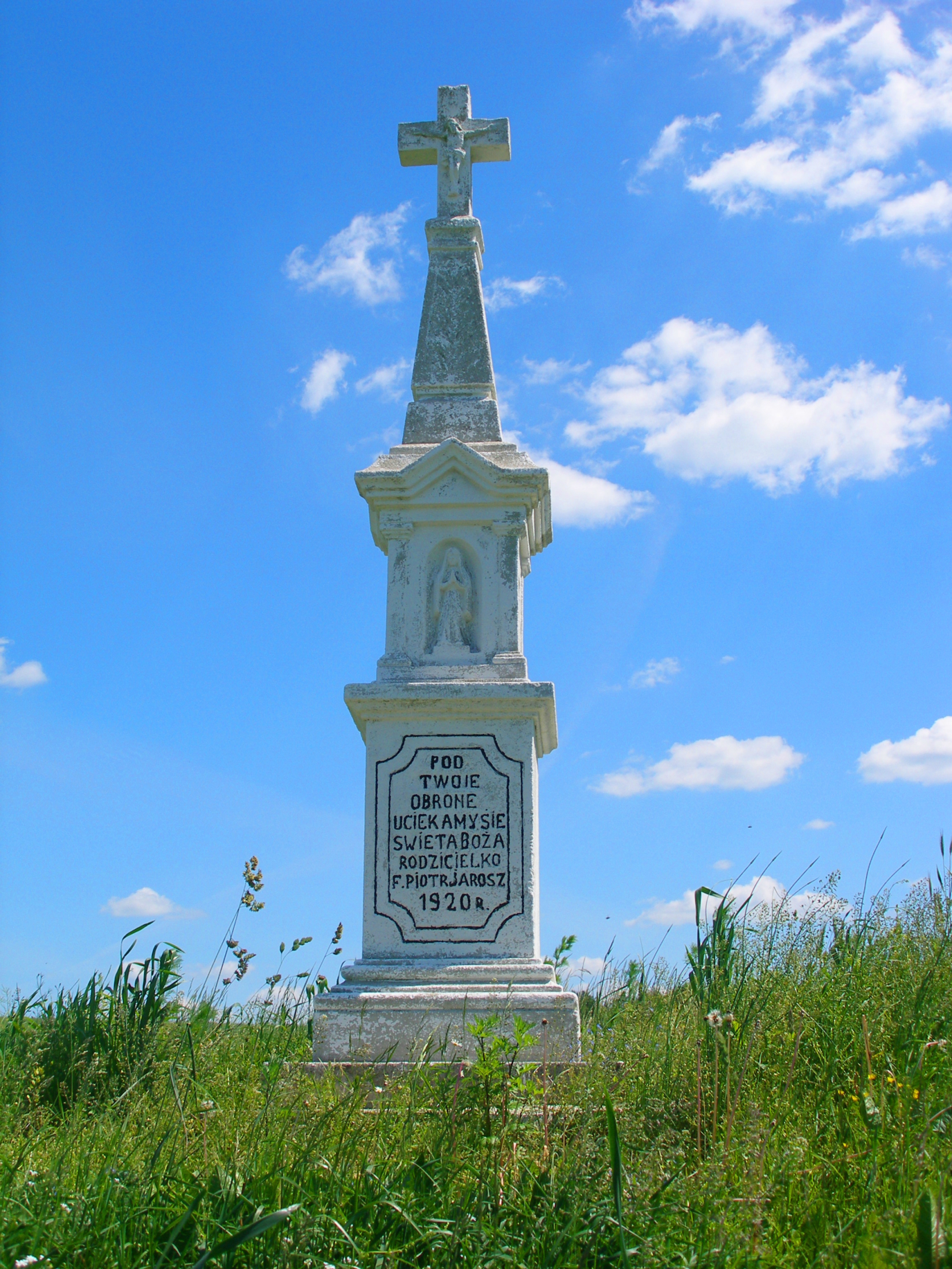
Kapliczka z 1920 r. k. Skierbieszowa

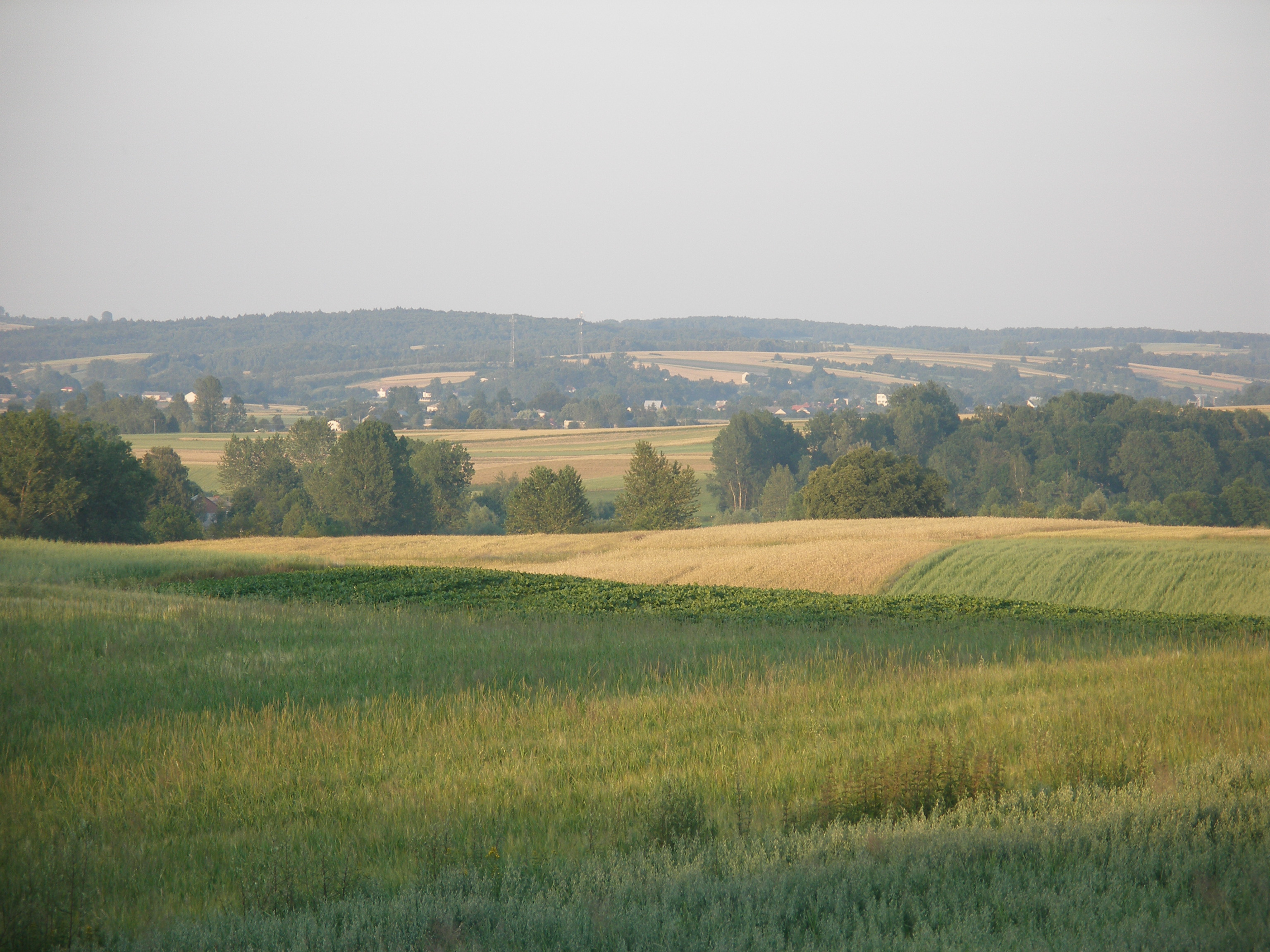
Skierbieszowski Park Krajobrazowy

Skierbieszów – gmina wiejska w województwie lubelskim, w powiecie zamojskim. W latach 1975–1998 gmina położona była w województwie zamojskim.
Gospodarka gminy oparta jest na funkcji turystyczno-rolniczej, rozwiniętym handlu oraz drobnym przemyśle spożywczym.
Siedzibą gminy jest Skierbieszów.
30 czerwca 2004 gminę zamieszkiwało 5938 osób. Natomiast według danych z 31 grudnia 2017 roku gminę zamieszkiwało 5229 osób.

## Ochrona przyrody
Na obszarze gminy znajduje się rezerwat przyrody Broczówka chroniący zbiorowiska kserotermiczne z rzadkimi chronionymi 
gatunkami roślin stepowych oraz fragment grądu i świetlistej dąbrowy.

## Struktura powierzchni
Według danych z roku 2002 gmina Skierbieszów ma obszar 139,17 km², w tym:
- użytki rolne: 80%
- użytki leśne: 14%

Gmina stanowi 7,43% powierzchni powiatu.
Na terenie gminy znajduje się Skierbieszowski Park Krajobrazowy, w którym występują unikalne gatunki polskiej fauny.

## Demografia

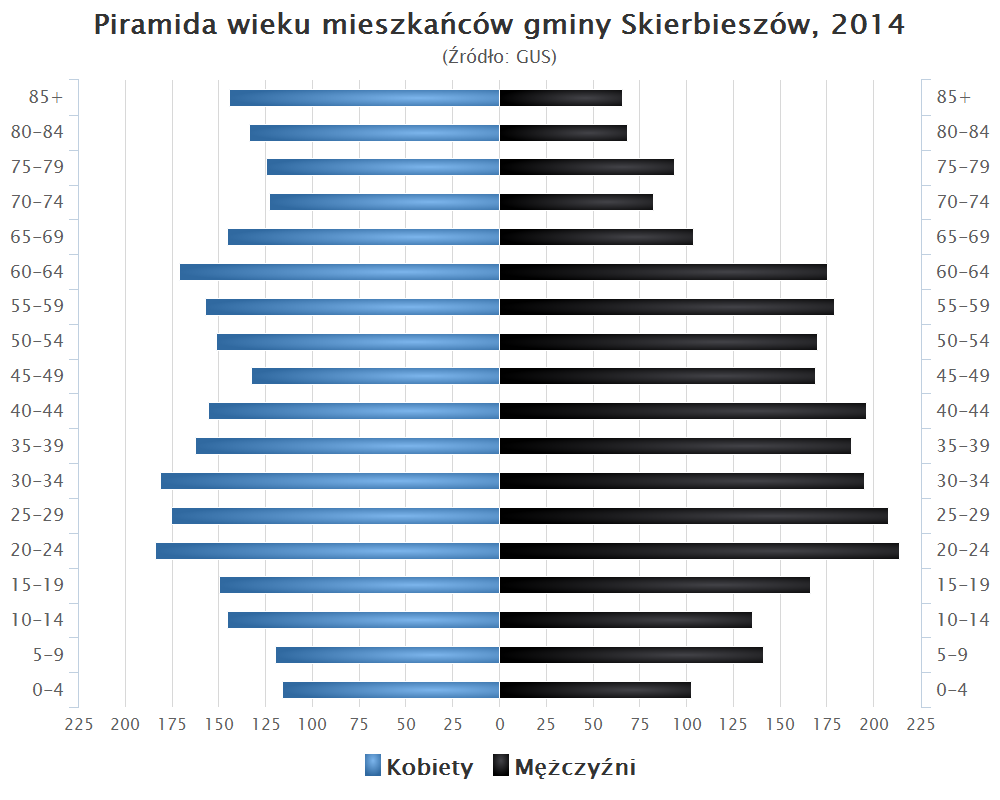
Piramida wieku mieszkańców gminy Skierbieszów w 2014 roku

Dane z 30 czerwca 2004:
| Opis                              | Ogółem | Ogółem | Kobiety | Kobiety | Mężczyźni | Mężczyźni |
| --------------------------------- | ------ | ------ | ------- | ------- | --------- | --------- |
| jednostka                         | osób   | %      | osób    | %       | osób      | %         |
| populacja                         | 5938   | 100    | 2842    | 50      | 2839      | 50        |
| gęstość zaludnienia (mieszk./km²) | 40,8   | 40,8   | 20,4    | 20,4    | 20,4      | 20,4      |

## Szlaki turystyczne
Przez gminę przechodzą 4 szlaki turystyczne: czarny, niebieski, żółty i zielony
- - „Szlak „Po Działach Grabowieckich””
- - „Szlak Ariański”
- - „Szlak Tadeusza Kościuszki”
- - „Szlak śladami Księdza Stefana Wyszyńskiego"
- Ścieżka edukacyjno-spacerowa „Skierbieszów-Dulnik-Zawoda-Broczówka”[8][9]

Przez teren Parku przebiegają 2 trasy rowerowe :
- - "Skierbieszowska Trasa Rowerowa"
- - LZA-102 „Po Zamojszczyźnie”
- ścieżka pieszo-rowerowa przyrodniczo-historyczna „Stryjowskie Wąwozy”[10].

## Transport drogowy
Ruch samochodowy skupia się na jednej drodze wojewódzkiej biegnącej przez gminę 843 Zamość – Skierbieszów – Chełm.

## Sołectwa
Dębowiec, Dębowiec-Kolonia, Drewniki, Hajowniki, Huszczka Duża, Huszczka Mała, Iłowiec, Kalinówka, Lipina Nowa, Lipina Stara, Łaziska, Majdan Skierbieszowski, Marcinówka, Osiczyna, Podhuszczka, Podwysokie, Sady, Skierbieszów, Skierbieszów-Kolonia, Sławęcin, Suchodębie, Sulmice, Szorcówka, Wiszenki, Wiszenki-Kolonia, Wysokie Drugie, Wysokie Pierwsze, Zabytów, Zawoda, Zrąb.

## Sąsiednie gminy
Grabowiec, Izbica, Kraśniczyn, Sitno, Stary Zamość, Zamość